# (2590) Mourão
(2590) Mourao, désignation internationale (2590) Mourão, est un astéroïde de la ceinture principale.

## Description
(2590) Mourao est un astéroïde de la ceinture principale. Il fut découvert le 22 mai 1980 à La Silla par Henri Debehogne. Il présente une orbite caractérisée par un demi-grand axe de 2,34 UA, une excentricité de 0,12 et une inclinaison de 6,1° par rapport à l'écliptique.

## Compléments